# Roberts Creek Park
Roberts Creek Park är en park i Kanada.   Den ligger i Sunshine Coast Regional District och provinsen British Columbia, i den sydvästra delen av landet, 3 600 km väster om huvudstaden Ottawa. Roberts Creek Park ligger 120 meter över havet.
Terrängen runt Roberts Creek Park är varierad. Havet är nära Roberts Creek Park åt sydväst. Närmaste större samhälle är Sechelt, 7,2 km nordväst om Roberts Creek Park. 